# Versão internacional
Em jogos eletrônicos, uma versão internacional é uma versão reinternacionalizada do título antes lançado em seu território nativo, que ganhou conteúdo e características adicionais em lançamentos estrangeiros. Enquanto que o conceito de "versões internacionais" em jogos eletrônicos originados da América do Norte, Europa e Austrália são virtualmente inexistentes, esta versão é bem popular em jogos do Japão, onde é dado aos jogos conteúdo adicional pelos produtores quando os jogos são exportados ao mercado ocidental.
Alguns, se não a maioria, dos desenvolvedores ficam satisfeitos ao simplesmente adaptar a versão estrangeira domesticamente (mesmo que as únicas diferenças sejam relativamente superficiais, como traduzir diálogos em texto e vozes na língua local).